# Телегониометър
Телегониометърът е уред за определяне на разстоянието между два космически кораба и взаимното им разположение.

## Начин на работа
Телегониометърът бива монтиран на единия от корабите, обикновено на този, който активно приближава другия. Излъчва импулсни лазерни лъчи, които биват отклонявани чрез система от подвижни огледала, така че сканират пространството пред кораба. При попадане върху другия кораб лъчите се отразяват от ретрорефлектори, разположени върху него. Датчици приемат отразените лазерни лъчи. По времето на пристигане на отразения лъч, и ъгъла на отклонение на огледалата, компютър изчислява разстоянието между двата кораба и взаимното им разположение.

## Реализация на апарата
Телегониометърът е разработен по поръчка на Европейската космическа агенция. Произвежда се от френската фирма Sodern в парижкото предградие Limeil-Brevannes.
Използва се на космическите кораби АТК за контролиране на сближаването им с Международната космическа станция при автоматично скачване.

### Използване на АТК
Използваната на АТК версия на телегониометъра има следните параметри:
- Използват се за контролиране на сближаването на дистанция от 249 м от МКС до непосредственото скачване.
- Използват се 2 броя – основен и резервен. И двата работят едновременно; при отказ на основния автоматично се преминава към данните на резервния.
- Монтират се върху предната част на кораба, до скачващия възел.
- Честотата на лазерните импулси е 10 000 пъти в секунда.
- Лъчите се отразяват от ретрорефлектори, монтирани на руския модул на МКС „Звезда“.